# ملوانچه نواری کوتاه
ملوانچه نواری کوتاه (نام علمی: Phaedyma columella) نام یک گونه از سرده هواپیماچه‌ها است.